# Jehanne Rousseau
Jehanne Rousseau (8 de julio de 1976) es una diseñadora gráfica y guionista de videojuegos francesa.

## Trayectoria
Rousseau nació en 1976.Después de estudiar clásicas obtuvo su primer trabajo como diseñadora gráfica en 1998 para videojuegos en Game Boy Color.
Jehanne Rousseau ha trabajado para RFX Interactive, Gameloft y Monte Cristo. En 2008 se convirtió en directora del estudio Spiders, del que es cofundadora y diseñadora de escenarios.
En 2017 fue miembro del jurado del premio H. A. Giger «Narciso» a la mejor película en el Festival Internacional de Cine Fantástico de Neuchâtely en los Belgian Game Awards en 2020.
En 2020, recibió el premio a la Personalidad del Año durante la primera Ceremonia de Pegaso. Con este motivo, anunció la creación de la Beca JV,en colaboración con la asociación Loisirs Numériques, para ayudar a los estudiantes de posgrado que deseen incorporarse a una escuela vinculada al campo de los videojuegos.

## Reconocimientos
En 2020 recibió el premio Pegase a la Personalidad del Año. El 14 de octubre de 2021, la Association Femmes de Culture la nombró una de las 100 mujeres de la cultura. Al día siguiente, el Ministerio de Cultura francés le concedió la Medalla Chevalière de la Orden Nacional del Mérito, la segunda orden en importancia tras la Legión de Honor. Se la entregó la diseñadora de videojuegos Muriel Tramis.